# Pueblo di Taos
Il Pueblo di Taos (o Taos Pueblo), abitato per oltre un millennio, è l'antico pueblo di una tribù di nativi americani di etnia Pueblo che parlava la lingua tiwa. Si trova a circa 1,6 chilometri a nord dell'attuale città di Taos, nel Nuovo Messico, USA, sul Rio Pueblo, un piccolo fiume che sgorga dal Sangre de Cristo Range, nelle Montagne Rocciose. Copre un'area di 384 km², e circa 2.000 persone vi vivono. In lingua Tiwa, il nome Taos diventa Tua-tah, che significa "il nostro villaggio". Il Pueblo di Taos è uno degli Otto Pueblo Settentrionali. Si deve all'artista americano Eanger Irving Couse una consistente testimonianza pittorica delle popolazioni Taos.
La più interessante costruzione del Pueblo di Taos è un complesso residenziale di case costruite con mattoni di paglia e fango, diviso in due dal Rio Pueblo. Secondo il the Pueblo's Web site venne probabilmente costruito tra il 1000 ed il 1450. È stato inserito tra i National Historic Landmark il 9 ottobre 1960, ed in seguito divenne un Patrimonio dell'umanità. Dal 2006 circa 150 persone vivono regolarmente al suo interno.

## Storia

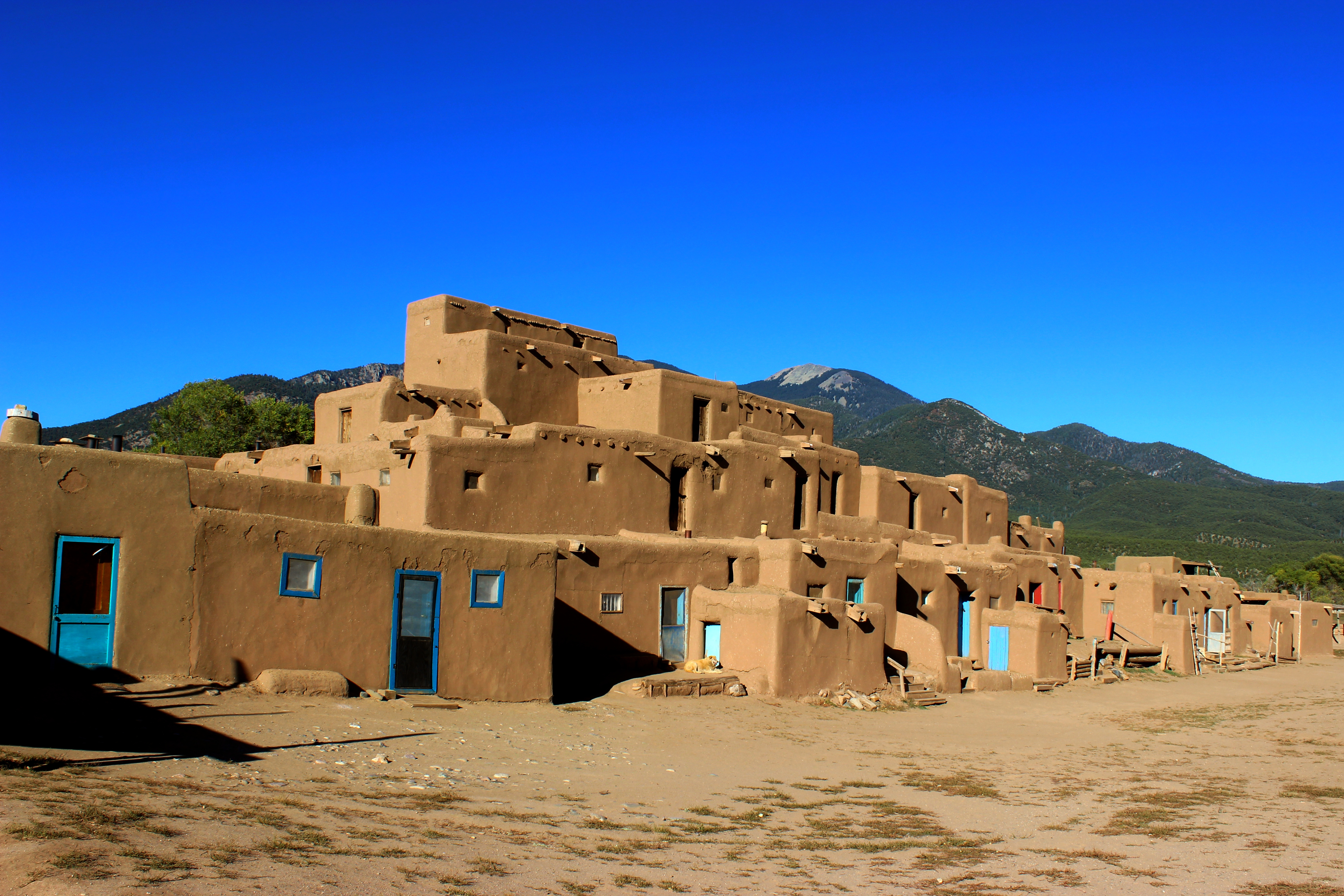
Costruzioni nella parte settentrionale del complesso

La storia del Pueblo di Taos comprende l'organizzazione della Rivolta dei Pueblo del 1680, l'assedio delle forze statunitensi del 1847 e la restituzione di 194 km² di montagne da parte del presidente Richard Nixon nel 1970. Le terre erano state confiscate da Theodore Roosevelt e, nei primi anni del ventesimo secolo, vennero trasformate nella Foresta nazionale di Carson. Il Lago Blu, che gli antichi Pueblo consideravano sacro, era incluso in questa restituzione. Il sito web dei pueblo elenca la restituzione del lago sacro tra gli eventi più importanti della propria storia, a causa delle credenze religiose secondo le quali i Taos sarebbero nati dal lago stesso.

## Attrazioni
Gli edifici della parte settentrionale sono tra i più colorati e fotografati dell'emisfero occidentale. È la più grande struttura Pueblo ancora in piedi, e tuttora abitata. È costruita con mattoni di paglia e fieno che superano il metro di spessore. L'obbiettivo principale era la difesa. Fino al 1900 l'accesso alle stanze dei piani bassi era basato sull'uso di una scala che portava sul tetto, da cui si poteva scendere utilizzando una scala interna. In caso d'attacco la scala esterna poteva facilmente essere sollevata.
Le case erano composte normalmente da due stanze, la prima fungeva da salotto e stanza da letto, la seconda da cucina, sala da pranzo e magazzino. Non esistono collegamenti tra le varie abitazioni. Gli indiani Taos raramente usavano mobili in passato, ma al giorno d'oggi è comune l'uso di tavoli, sedie e letti. Nel Pueblo l'elettricità, l'acqua corrente e le tubature interne sono vietate.
Le mura cittadine racchiudevano l'intero villaggio ad eccezione dell'ingresso come simbolo dei confini comunali. Ora il muro è piuttosto corto, ma in passato serviva principalmente per difendersi dalle tribù confinanti. Il fiume scorre attraverso il Pueblo fornendo anche una fonte per bere e cucinare. In inverno il fiume non si congela mai del tutto, nonostante venga ricoperto da una sottile lastra di ghiaccio. A causa del suo scorrere veloce, il ghiaccio può essere rotto per raggiungere l'acqua fresca sottostante.
All'interno del Pueblo si trovano fedeli di tre religioni: Cristianesimo, la religione originaria, e la Native American Church. Buona parte degli indiani sono cattolici. San Geronimo, o Saint Jerome, è il patrono comunale.
Molti archeologi credono che gli indiani Taos, assieme ad altri Pueblo, si insediarono lungo il Rio Grande dopo essersi spostati dalla regione dei Four Corners. Le case di quella regione vennero abitate dagli Anasazi, ma una lunga siccità nel tardo Duecento potrebbero averli obbligati a spostarsi sulle rive del Rio Grande dove l'acqua non era un problema.
Il forte spirito di comunità, sintetizzato nella frase "siamo in un nido", ha cementato il popolo Taos. Uomini e donne offrivano i propri servizi alla comunità quando necessario. Bisognava essere cooperativi ed impedire che i propri desideri diventassero negativi per il gruppo. Una delle più forti istituzioni Taos era la famiglia. Le due famiglie d'origine (paterna e materna) erano ugualmente riconosciute. Ogni famiglia abitava un diverso edificio per cui, quando una coppia si sposava, i due nuovi coniugi si trasferivano in una nuova abitazione. Gli anziani insegnavano ai giovani i valori e le tradizioni che da sempre proteggevano l'integrità della cultura Taos.